# ゴールデンブレイク
『ゴールデンブレイク』は、フジテレビが金曜深夜（土曜未明）に編成していた関東ローカルの深夜番組放送枠。別の曜日に編成されていた深夜番組レーベルが「○ナイト」（○には "M" や "SA" など、各曜日のイニシャルが入る）に変更されていく中、2013年9月まで続いた。